# Megadeth-tagok listája
A Megadeth nevű amerikai thrash metal együttest 1983-ban alapította Dave Mustaine gitáros és David Ellefson basszusgitáros. A korai felállások egyikében Kerry King gitáros is játszott, aki később a Slayer tagjaként vált ismertté. Az első stabil felállás 1984 végére jött össze, amikor Chris Poland gitáros és Gar Samuelson dobos csatlakoztak a zenekarhoz. Ez a négyes rögzítette a Megadeth első két nagylemezét 1984 és 1986 között.
A Megadeth klasszikusnak számító felállása 1990-ben állt össze: Dave Mustaine (ének, gitár), David Ellefson (basszusgitár), Marty Friedman (gitár), Nick Menza (dobok). A kvartett 1990 és 1998 között 4 albumot és egy EP-t készített és a Megadeth ebben az időszakban vált platinalemezes sikercsapattá a Rust in Peace és a Countdown to Extinction lemezeknek köszönhetően. 1998-tól megbomlott a zenekari egység, újabb tagcserék következtek, majd 2002-ben Dave Mustaine feloszlatta az együttest.
2004-ben alakultak újjá. A tervek szerint a klasszikus Mustaine-Ellefson-Friedman-Menza felállásban zenéltek volna tovább, de Mustaine felkérését egyedül Menza fogadta el, ő viszont nem volt olyan fizikai állapotban, hogy részt vegyen a munkában. Ezért a visszatérő The System Has Failed albumot session-zenészekkel, köztük Chris Poland gitárossal rögzítette Mustaine. A koncertképes csapatot végül Glen Drover (ex-Eidolon) gitáros és Shawn Drover (ex-Eidolon) dobos, valamint James MacDonough (ex-Iced Earth) basszusgitáros közreműködésével állt fel. MacDonough-t később James LoMenzo (ex-White Lion) váltotta, Glen Drovert pedig Chris Broderick (ex-Jag Panzer, Nevermore). 2010-ben a másik alapító tag, David Ellefson is visszatért a Megadethbe. 2014-ben Chris Broderick gitáros és Shawn Drover dobos szinte egyidőben lépett ki az együttesből. 2015 tavaszán állt össze az új Megadeth-felállás Kiko Loureiro (Angra) gitáros és Chris Adler (Lamb of God) dobos csatlakozásával. Utóbbi csak a Dystopia album felvételeiben és a lemezbemutató turné első szakaszán vett részt. 2016 nyarától hivatalosan Dirk Verbeuren (ex-Soilwork) lett a Megadeth dobosa.
2016. május 21-én váratlanul elhunyt Nick Menza, az 1990-es évek klasszikus Megadeth-felállásának dobosa.

## Kronológia
|  | ének/gitár |  | basszusgitár |  | gitár |  | dobok |

## Felállások
| Időszak               | Felállás | Kiadványok |
| --------------------- | --- | --- |
| 1983                  | - Dave Mustaine - ének, gitár - Greg Handevidt - gitár - David Ellefson - basszusgitár - Dijon Carruthers - dobok                         | |
| 1983                  | - Dave Mustaine - ének, gitár - Greg Handevidt - gitár - David Ellefson - basszusgitár - Lee Rausch - dobok                               | |
| 1983                  | - Dave Mustaine - ének, gitár - Kerry King - gitár - David Ellefson - basszusgitár - Lee Rausch - dobok                                   | |
| 1984                  | - Dave Mustaine - ének, gitár - Chris Poland - gitár - David Ellefson - basszusgitár - Lee Rausch - dobok                                 | Last Rites (demo, 1984) |
| 1984–1986             | - Dave Mustaine - ének, gitár - Chris Poland - gitár - David Ellefson - basszusgitár - Gar Samuelson - dobok                              | Killing Is My Business… and Business Is Good! (1985) |
| 1986                  | - Dave Mustaine - ének, gitár - Mike Albert - gitár (turné) - David Ellefson - basszusgitár - Gar Samuelson - dobok                       | |
| 1986–1987             | - Dave Mustaine - ének, gitár - Chris Poland - gitár - David Ellefson - basszusgitár - Gar Samuelson - dobok                              | Peace Sells… but Who’s Buying? (1986) |
| 1987                  | - Dave Mustaine - ének, gitár - Jay Reynolds - gitár - David Ellefson - basszusgitár - Chuck Behler - dobok                               | |
| 1987–1989             | - Dave Mustaine - ének, gitár - Jeff Young - gitár - David Ellefson - basszusgitár - Chuck Behler - dobok                                 | So Far, So Good… So What! (1988) |
| 1989                  | - Dave Mustaine - ének, gitár - Chris Poland - gitár (session) - David Ellefson - basszusgitár - Nick Menza - dobok                       | |
| 1990–1998             | - Dave Mustaine - ének, gitár - Marty Friedman - gitár - David Ellefson - basszusgitár - Nick Menza - dobok                               | - Rust in Peace (1990) - Countdown to Extinction (1992) - Youthanasia (1994) - Hidden Treasures (EP, 1995) - Cryptic Writings (1997)                        |
| 1998–2000             | - Dave Mustaine - ének, gitár - Marty Friedman - gitár - David Ellefson - basszusgitár - Jimmy DeGrasso - dobok                           | - Risk (1999) |
| 2000–2002             | - Dave Mustaine - ének, gitár - Al Pitrelli - gitár - David Ellefson - basszusgitár - Jimmy DeGrasso - dobok                              | - The World Needs a Hero (2001) - Rude Awakening (2002) - Still Alive... and Well? (2002)                                                                   |
| 2002–2004             | Az együttes hivatalosan feloszlott. | |
| 2004                  | - Dave Mustaine - ének, gitár - Chris Poland - gitár (session) - Jimmy Sloas - basszusgitár (session) - Vinnie Colaiuta - dobok (session) | - The System Has Failed (2004) |
| 2004                  | - Dave Mustaine - ének, gitár - Glen Drover - gitár - James MacDonough - basszusgitár - Nick Menza - dobok                                | |
| 2004–2006             | - Dave Mustaine - ének, gitár - Glen Drover - gitár - James MacDonough - basszusgitár - Shawn Drover - dobok                              | - That One Night: Live in Buenos Aires (2007) (koncertfelvétel 2005-ből)                                                                                    |
| 2006–2008             | - Dave Mustaine - ének, gitár - Glen Drover - gitár - James LoMenzo - basszusgitár - Shawn Drover - dobok                                 | - United Abominations (2007) |
| 2008–2010             | - Dave Mustaine - ének, gitár - Chris Broderick - gitár - James LoMenzo - basszusgitár - Shawn Drover - dobok                             | - Endgame (2009) |
| 2010–2014             | - Dave Mustaine - ének, gitár - Chris Broderick - gitár - David Ellefson - basszusgitár - Shawn Drover - dobok                            | - Rust in Peace Live (2010) - The Big 4 – Live from Sofia, Bulgaria (2010) - Th1rt3en (2011) - Super Collider (2013) - Countdown to Extinction: Live (2013) |
| 2015–2016             | - Dave Mustaine - ének, gitár - David Ellefson - basszusgitár - Kiko Loureiro - gitár - Chris Adler - dobok (session)                     | - Dystopia (2016) |
| 2016-2021             | - Dave Mustaine - ének, gitár - David Ellefson - basszusgitár - Kiko Loureiro - gitár - Dirk Verbeuren - dob                              | |
| 2021 (studio session) | - Dave Mustaine - ének, gitár - Steve DiGiorgio - basszusgitár - Kiko Loureiro - gitár - Dirk Verbeuren - dob                             | - The Sick, the Dying… and the Dead! (2022) |
| 2021-2023             | - Dave Mustaine - ének, gitár - James Lomenzo - basszusgitár - Kiko Loureiro - gitár - Dirk Verbeuren - dob                               | |
| 2023-                 | - Dave Mustaine - ének, gitár - James Lomenzo - basszusgitár - Teemu Mäntysaari - gitár, vokál - Dirk Verbeuren - dob                     | |

## Egyes tagok

### Ének
- Dave Mustaine (1983–napjainkig)

### Gitár
- Dave Mustaine (1983–napjainkig)
- Greg Handevidt (1983)
- Kerry King (1983)
- Chris Poland (1984–1987, 1989, 2004)
- Mike Albert (1986) turné
- Jay Reynolds (1987)
- Jeff Young (1987–1989)
- Marty Friedman (1990–2000)
- Al Pitrelli (2000–2002)
- Glen Drover (2004–2008)
- Chris Broderick (2008–2014)
- Kiko Loureiro (2015–2023)
- Teemu Mäntysaari (2023-)

### Basszusgitár
- James LoMenzo (2006–2010, 2021-)
- David Ellefson (1983–2002, 2010-2021)
- Jimmy Sloas (2004)
- James MacDonough (2004–2006)

### Dobok
- Dijon Carruthers (1983)
- Lee Rausch (1983–1984)
- Gar Samuelson (1984–1987) †
- Chuck Behler (1987–1989)
- Nick Menza (1989–1998, 2004) †
- Jimmy DeGrasso (1998–2002)
- Vinnie Colaiuta (2004)
- Shawn Drover (2004–2014)
- Chris Adler (2015-2016)
- Dirk Verbeuren (2016-napjainkig)

## Külső hivatkozások
- Megadeth hivatalos honlap